# Natalin (Ukraina)
Natalin (ukr. Наталин, Natałyn) – wieś na Ukrainie, w obwodzie wołyńskim, w rejonie łuckim.

## Historia
Pod koniec XIX wieku wieś należała do gminy Czaruków w powiecie łuckim.
Do 2020 w rejonie horochowskim. 